# Elecciones federales de Suiza de 1922
Las elecciones federales de Suiza fueron realizados el 29 de octubre de 1922. El Partido Radical Democrático se posicionó como el partido más grande del Consejo Nacional, obteniendo 60 de los 198 escaños.

## Resultados

### Consejo Nacional
| Partido                                                    | Votos   | %    | Escaños | +/–   |
| ---------------------------------------------------------- | ------- | ---- | ------- | ----- |
| Partido Radical Democrático                                | 208 144 | 28.3 | 60      | 0     |
| Partido Socialista                                         | 170 974 | 23.3 | 43      | +2    |
| Partido Demócrata Cristiano                                | 153 836 | 20.9 | 44      | +3    |
| Partido de los Agricultores, Comerciantes e Independientes | 118 382 | 16.1 | 34      | +4    |
| Partido Democrático Liberal                                | 29 041  | 4.0  | 10      | +1    |
| Grupo Democrático                                          | 15 144  | 2.1  | 3       | –1    |
| Partido comunista                                          | 13 441  | 1.8  | 2       | Nuevo |
| Unión Grütli                                               | 9 313   | 1.3  | 0       | –2    |
| Partido Popular Evangélico                                 | 6 306   | 0.9  | 1       | 0     |
| Partido Socialista Liberal                                 | 1 106   | 0.2  | 0       | Nuevo |
| Partido Progresista Nacional                               | 8 717   | 1.2  | 1       | Nuevo |
| Votantes Libres Independientes                             | 8 717   | 1.2  | 0       | Nuevo |
| Jóvenes Liberales                                          | 8 717   | 1.2  | 0       | Nuevo |
| Jóvenes Radicales                                          | 8 717   | 1.2  | 0       | –1    |
| Votos en blanco/nulos                                      | 16 455  | –    | –       | –     |
| Total                                                      | 750 859 | 100  | 198     | +9    |
| Participación electoral                                    | 983 238 | 76.4 | –       | –     |
| Fuente: Nohlen & Stöver                                    |         |      |         |       |

### Consejo de los Estados
En varios cantones, los miembros del Consejo de los Estados fueron elegidos por los propios parlamentos cantonales.
| Partido                                                    | Escaños | +/– |
| ---------------------------------------------------------- | ------- | --- |
| Partido Radical Democrático                                | 23      | 0   |
| Partido Demócrata Cristiano                                | 17      | 0   |
| Partido Democrático Liberal                                | 1       | –1  |
| Grupo Democrático                                          | 1       | 0   |
| Partido de los Agricultores, Comerciantes e Independientes | 1       | 0   |
| Partido Socialista                                         | 1       | +1  |
| Otros partidos                                             | 0       | 0   |
| Total                                                      | 44      | 0   |
| Fuente: Nohlen & Stöver                                    |         |     |